# 1027
Cette page concerne l'année 1027  du calendrier julien. Pour l'année 1027 av. J.-C., voir 1027 av. J.-C.
L'année 1027 est une année commune qui commence un dimanche.

## Événements
- Février : l'empereur Conrad II le Salique se met en marche pour Rome[1]. Rainier de Toscane lui ferme les portes de Lucques. Il assiège la ville et le dépose. Boniface de Canossa devient marquis de Toscane (fin en 1052)[2].
- 26 mars : sacre de Conrad II le Salique, empereur romain germanique à Rome en présence du roi Knut (Canut) et de Rodolphe III de Bourgogne[1]. Duc de Franconie, il fonde la dynastie salienne ou franconienne.
  - Par un traité conclu à Rome, le Schleswig est cédé par Conrad au roi de Danemark Knut le Grand[3].
- Mars - avril : bulle d’exception pour l’ordre de Cluny, qui relève directement dès lors du Saint-Siège et non de l’évêque de Mâcon[4].
- 14 mai : Henri Ier est couronné à Reims roi des Francs du vivant de son père Robert le Pieux dont il est le deuxième fils (son frère aîné Hugues est décédé en 1025). La règle de la primogéniture est établie[5]. Elle devient une loi fondamentale du royaume.
- 16 mai : première institution de la trêve de Dieu au concile d'Elne-Toulouges en Catalogne par l'abbé Oliba[6].
- Juin : l'omeyyade Hicham III est proclamé calife de Cordoue. Il ne peut entrer dans Cordoue avant 1029[7].
- 6 août : Robert le Magnifique succède à son frère Richard III comme duc de Normandie au détriment de son neveu Nicolas. Robert s'est révolté contre Richard à son avènement. Après la conclusion d’une paix, il aurait assassiné son frère[8].
- 15 septembre : Le prince de Capoue Pandulf IV prend Naples[9] (perdue en 1029).
- 23 - 24 septembre : synode de Francfort[10].

- Humbert Ier devient comte de Savoie (fin en 1048)[11].
- Espagne : le séfarade Samuel ibn Nagrela, dit « Ha-Naguid » (« Celui qui dirige ») est appelé de Malaga à Grenade par l’émir de Grenade, le Ziride Habus ben Maksan (1025). Il dirige l’administration, la diplomatie et les armées berbères du royaume à partir de 1027 sous le règne d’Habus, puis de son fils Badis (1038)[12]. Il remporte les victoires de Lorca et de Ronda sur le royaume de Séville[13].
- L'empereur Conrad II donne le Tyrol méridional aux évêques de Trente (comtés de Trente, Bolzano et Vintschgau) et de Bressanone (vallée de l'Isarco jusqu'à Chiusa et vallée de l'Inn jusqu'au Zillertal)[14]. La donation est confirmée par Henri III le Noir en 1040. Cette donation aboutit à la création de la principauté épiscopale de Trente et de Bressanone.
- Poème au roi Robert, rédigé en latin vers 1027-1031 par Adalbéron de Laon, dans lequel il déclare que la société est répartie en trois ordres[15].